# Gevlekt zonneroosje
Het gevlekt zonneroosje (Tuberaria guttata, synoniem: Xolantha guttata) is een eenjarige plant die behoort tot de zonneroosjesfamilie (Cistaceae). De plant komt voor in Europa. In Nederland komt de soort voor langs de Noordzeekust en op de Waddeneilanden. Het gevlekt zonneroosje staat op de Nederlandse Rode Lijst van planten als zeer zeldzaam en sterk afgenomen. Deze plant is in Nederland wettelijk beschermd sinds 1 januari 2017 door de Wet Natuurbescherming.
De plant wordt 5-40 cm hoog, vormt een wortelrozet en is bezet met haren. De rozetbladeren zijn drienervig. De bladeren langs de stengel zijn meestal tegenoverstaand. De onderste bladeren zijn eirond tot lancetvormig en de bovenste lancet- tot lijnvormig en hebben steunblaadjes.
Het gevlekt zonneroosje bloeit van mei tot augustus met citroengele bloemen, waarvan de kroonbladen aan de voet meestal een bloedrode vlek hebben. De bloemblaadjes vallen al voor de middag af. De stijl is zeer kort of niet aanwezig. Het vruchtbeginsel is bovenstandig en er zijn veel meeldraden aanwezig.
De vrucht is een driekleppige doosvrucht en bevat veel zaden. Het zaad wordt door vogels en dieren verspreid doordat het aan de veren of de vacht blijft hangen (zoöchorie).
De plant komt voor op open, droge, iets zure zandgrond in duinvalleien.
In 2007 werden in de duinen van Vlieland meer dan vijftig exemplaren van deze zeldzame plant aangetroffen Dit is nu de enige plek in Nederland waar het gevlekt zonneroosje voorkomt.